# Eros Lovo
Eros Lovo (Isola della Scala, 18 luglio 1927 – Verona, 3 maggio 2017) è stato un calciatore italiano, di ruolo portiere.

## Carriera
Difende la porta del Verona per otto anni, e dopo un anno in Serie C debutta in Serie B nel campionato 1946-1947 totalizzando 153 presenze in sette campionati cadetti. Nel 1953 si trasferisce al Fanfulla, dove rimane per una sola stagione disputando 3 partite.
Dopo un'annata al Foggia, nel 1955 passa alla Biellese, vincendo il campionato di IV Serie nel 1956 e disputando successivamente altri due campionati di Serie C.